# Абакшин, Даниил Андреевич
Даниил Андреевич Абакшин (укр. Даниіл Андрійович Абакшин; род. 22 декабря 1997, Енакиево, Донецкая область) — украинский мини-футболист, нападающий клуба «Евробас» и сборной Украины. Участник чемпионата Европы по мини-футболу 2022 года. Бронзовый призёр Чемпионата мира 2024 года. Мастер спорта Украины.

## Биография
Его отец являлся вице-президентом мини-футбольного клуба «Енакиевец». Футболом Даниил начал заниматься в пятилетнем возрасте в академии донецкого «Шахтёра». В «Шахтёре» занимался до 13 лет, после чего с 2010 по 2014 год играл в детско-юношеской футбольной лиге Украины за енакиевский ДЮФА ВАТ ЕМЗ. В связи с началом вооружённого конфликта на востоке Украины его семье переехала в Харьков, где Даниил Абакшин и окончил школу.
В Харькове он присоединился к футзальному клубу «Viva Cup», где первоначально играл за вторую команду, а с 2016 года — за основной состав. В 2017 году выступал за любительские футбольные клубы — «Викторию» из Первозвановки (чемпионат Полтавской области) и «Олимпик» из Изюмского района (чемпионат Харьковской области). В апреле 2018 года в составе сборной Харьковского национального университета стал чемпионом Украины среди вузов.
Летом 2018 года перешёл в иванофранковсий «Ураган».
В составе сборной Украины выступает на чемпионате Европы по мини-футболу 2022 года.

## Достижения
- Бронзовый призёр чемпионата мира: 2024
- Чемпион Украины: 2020/21
- Серебряный призёр чемпионата Украины: 2018/19
- Бронзовый призёр чемпионата Украины: 2019/20
- Обладатель Кубка Украины (2): 2018/19, 2019/20
- Обладатель Суперкубка Украины: 2019
- Обладатель Кубка лиги Украины: 2018
- Победитель Всеукраинского финала АФЛУ: 2017/18
- Лучший игрок Всеукраинского финала АФЛУ: 2017/18
- Лучший бомбардир чемпионата Украины: 2019/20 (17 голов) и 2020/21 (24 гола)[4]
- Лучший игрок чемпионата Украины по версии журналистов: 2020/21[5]
- Лучший молодой игрок чемпионата Украины: 2018/19[6]

## Личная жизнь
Женат.